# Левин, Дов (историк)
Дов Левин (27 января 1925, Каунас, Литва — 3 декабря 2016, Иерусалим, Израиль) — израильский историк, социолог и педагог, специалист по истории еврейских общин Восточной Европы, известен своими работами по еврейскому сопротивлению в период Холокоста в Литве.

## Биография
Родился в семье Цви-Гирша Довидовича Левина и Блюмы Беровны Выгодер (из местечка Векшняй), там же закончил еврейскую гимназию Моисея Швабе с обучением на иврите (1940) и среднюю школу Шолом-Алейхема с обучением на идише (1941).
Во время оккупации Литвы был узником каунасского гетто и членом антифашистского подполья. В 1944 году воевал в партизанском отряде «Смерть оккупантам» в лесах около Вильнюса.
В 1945 году нелегально иммигрировал в Палестину. В 1946—1947 годах учился в Еврейском университете в Иерусалиме. Участвовал в войне за независимость Израиля, служил в разведке.
После войны продолжил образование. Принимал участие в Синайской кампании 1956 года и в Шестидневной войне. Защитил докторскую диссертацию в 1971 году. В 1973 году участвовал в войне Судного дня.
В знак протеста против преследования прокуратурой Литвы бывшего партизана Ицхака Арада в 2008 году он вернул президенту Литвы Валдасу Адамкусу полученную от предыдущего президента в 1993 году награду за героизм, проявленный в борьбе с нацистами. Левин заявил, что «это минимум из того, что я могу сделать для своего друга».

## Научная деятельность
С 1954 по 1958 годы работал научным сотрудником кафедры социологии Еврейского университета. С 1958 года начал работать интервьюером в отделе устной истории Института современного еврейства. В дальнейшем занимал должность старшего научного сотрудника Института современного еврейства как директор проекта «Евреи на территориях, аннексированных Советским Союзом во Второй мировой войне». С 1988 года работал руководителем отдела устной истории Института современного еврейства Еврейского университета в Иерусалиме.
Был награждён премией имени Ицхака Саде по военной истории за работу по исследованию вооружённой борьбы литовских евреев во время Второй мировой войны.

## Публикации
Являлся автором более 500 научных публикаций. Наиболее значительная из них это Pinkas Ha Kehillot Lita — 700-страничная энциклопедия довоенного еврейского населения Литвы с более чем 500 отдельных статей — по каждому штетлу. Широкую известность получили также книги «Fighting Back — Lithuanian Jewry’s Armed Resistance to the Nazis» (1997) и «The Lesser of Two Evils — Eastern European Jewry under Soviet Rule 1939—1941» (1995).
Публиковался в ряде научных журналов, включая The Holocaust and Genocide Studies, East European Jewish Affairs, Yad Vashem Studies, Journal of Baltic Studies и других.